# من همسرش هستم
من همسرش هستم عنوان فیلمی است سینمایی به تهیه‌کنندگی و کارگردانی مصطفی شایسته و محصول ۱۳۹۰؛ فیلمی در ژانر عاشقانه و اجتماعی که در این فیلم نیکی کریمی و مصطفی زمانی نقش‌های اصلی را بازی کرده‌اند.

## خلاصه فیلم
زوجی بعد از دوازده سال زندگی، حالا به نوعی یکنواختی در زندگی رسیده‌اند. دکتر امیرحسین به همسرش شهلا خیانت و منشیِ خود را صیغه کرده‌است. شهلا از این موضوع، مطّلع می‌شود و سعی می‌کند که با برانگیختن حسادتِ وی، او را از این کار بازدارد. شهلا در حادثه ای به خواستگار اولش برخورد و یادِ عشق قدیمی را زنده می‌کند و تصمیم می‌گیرد که این راه را تا آخر خط،طی کند اما...

## بازیگران
| بازیگر           | نقش        |
| ---------------- | ---------- |
| نیکی کریمی       | شهلا       |
| مصطفی زمانی      | امیرحسین   |
| میترا حجار       | مرجان      |
| لادن طباطبایی    | زری        |
| مریم شیرازی      | مینا       |
| امیر نصیری یکتا‌‌  | پیمان      |
| نیکا خسرو آبادی  | مهناز      |
| شایان جلالی      | برنا       |
| پارسا قراخانلو   | آبان       |
| نبی الله پیرهادی | استاد      |
| مهدی حسینی نیا   | نامزد مینا |

## عوامل تولید
مدیر فیلمبرداری: محمود کلاری
دستیار اول فیلمبردار: محمد ابراهیمیان
نورپرداز: کوهیار کلاری
دستیاران فیلمبردار: مهران ممدوح، امیر محمدی، حسین نصیری، نیما شاعری
صدابردار: ایرج شهزادی
طراح صحنه و لباس: سارا سمیعی
منشی صحنه: آناهید روستا